# Baathdam

Baathdam (rechts), Tabqadam (midden) en het Assadmeer (links) gezien vanuit de ruimte, juni 1996. Noord is in de linkerbovenhoek van de foto

De Baathdam (Arabisch: سد البعث, dam van de wederopstanding) is een stuwdam in de Eufraat, 22 km stroomopwaarts van Ar-Raqqah in het gouvernement Ar-Raqqah in Syrië. De bouw van de dam duurde van 1983 tot 1986. De dam moet waterkracht leveren en de onregelmatige uitstroom van de Tabqadam reguleren, die 18 km stroomopwaarts ligt van de Baathdam. Deze onregelmatigheden ontstaan als gevolg van veranderingen in de vraag naar elektriciteit. De Baathdam is 14 m hoog en de geïnstalleerde turbines kunnen 81 MW leveren. De opslagcapaciteit van het stuwmeer is 0,09 km³.
De Baathdam is een van drie dammen in het Syrische deel van de Eufraat; de andere twee zijn de Tabqadam en de Tishrindam, 80 km ten zuiden van de Syrisch-Turkse grens. Net als bij de Baathdam is de functie van de Tishrindam ook gekoppeld aan die van de Tabqadam. De Tishrindam werd gebouwd naar aanleiding van de teleurstellende opbrengst van de waterkrachtcentrale in de Tabqadam. Er bestaan plannen om een vierde dam, de Halabiyedam in de Eufraat te bouwen, stroomafwaarts van de Baathdam.